# Casio
Casio (japonsko :カシオ計算機株式会社 Kashio Keisanki Kabushikigaisha) je podjetje znano po proizvodnji eletronskih naprav s sedežem v Tokiu, Japonska.
Najbolj znani izdelki so računala, elektronska glasbila in ure, v novejšem času pa tudi dlančniki (Cassiopeia) in digitalni fotoaparati.